# Wedge Antilles
Wedge Antilles es un personaje ficticio de la franquicia Star Wars. Es un personaje secundario interpretado por Denis Lawson en la trilogía original de Star Wars. También aparece en el universo expandido de Star Wars, sobre todo como el personaje principal en la mayoría de las novelas de X-Wing. Wedge también apareció en la secuela de la trilogía The Rise of Skywalker (2019), con Lawson retomando su papel, y en la serie animada de 2014 Star Wars Rebels, con la voz de Nathan Kress.
Antes de desertar a la Alianza Rebelde, Antilles era un cadete imperial (indicativo: TIE SS25) de la Academia Skystrike. Antilles fundó Rogue Squadron con su amigo Luke Skywalker. Sus habilidades superiores de pilotaje, su profundo conocimiento de la doctrina militar imperial y su liderazgo táctico lo impulsaron rápidamente a través de las filas para convertirse en Mariscal del Cuerpo de Cazas Estelares de la Alianza. Wedge se destaca por haber participado en más batallas de cazas estelares que terminaron con victorias decisivas que cualquier otro personaje; lideró el asalto aliado durante la Batalla de Exegol, piloteó un deslizador de nieve en la defensa de la Base Echo en Hoth y es el único piloto de caza estelar Rebelde que ha sobrevivido a los dos ataques a las Estrellas de la Muerte en las batallas de Yavin y Endor.

## Representación
Wedge Antilles fue visto por primera vez en la película de 1977 Una nueva esperanza en el informe del ataque de la Estrella de la Muerte de los rebeldes. En esta escena, Wedge fue interpretado por Colin Higgins y con la voz de David Ankrum, quien dobló al personaje a lo largo de la película. Para las escenas restantes filmadas en la cabina del X-wing, el personaje fue interpretado por Denis Lawson. Higgins fue elegido originalmente para el papel de Wedge Antilles pero, según los informes, tuvo dificultades para recordar sus líneas y, en consecuencia, fue reemplazado por Lawson para las escenas posteriores, pero la escena de Higgins permaneció en el corte final de la película. La discrepancia se convirtió en un tema popular en el fandom de Star Wars, y Higgins adquirió el apodo de "Fake Wedge", un apodo que le causó cierta vergüenza.
Lawson repitió el papel de Wedge Antilles en The Empire Strikes Back, Return of the Jedi y The Rise of Skywalker. Lawson usó su propia voz en estas películas, enmascarando su acento escocés natural con una imitación del acento estadounidense. Ankrum repitió su papel como la voz de Wedge en Rogue One. Coincidentemente, Denis Lawson es el tío materno de Ewan McGregor, quien hizo su primera aparición en el papel de Obi-Wan Kenobi en la trilogía de precuelas de Star Wars. 

## Apariciones

### Películas
Wedge aparece hacia el final de Star Wars como "Red Two", un piloto de X-wing y miembro del Red Squadron. Su considerable destreza para el combate espacial se muestra en la Batalla de Yavin cuando salva a Luke Skywalker derribando a un caza TIE que Luke no había podido sacudir con un tiro frontal con un alto ángulo de desviación. Junto con Luke y Biggs Darklighter, es uno de los tres únicos pilotos de Ala-X que sobreviven hasta que el ataque final se desarrolla a lo largo de la trinchera de la Estrella de la Muerte. Sin embargo, su X-wing está dañado y se ve obligado a retirarse antes de que se destruya la Estrella de la Muerte. Él y Luke son los únicos dos pilotos de Ala-X que sobrevivieron a la batalla, junto con un Ala-Y y el Halcón Milenario. 
Wedge aparece en The Empire Strikes Back como miembro del Rogue Squadron recién formado. Vuela un deslizador de nieve bajo el indicativo "Rogue Three" contra el asalto terrestre AT-AT del Imperio con Wes Janson como artillero. Su deslizador de nieve inflige la primera baja contra el grupo de ataque AT-AT al disparar un arpón que arrastra un cable de remolque hacia una de las piernas del caminante y rodea al caminante varias veces, lo que hace que tropiece y caiga y permita que las fuerzas rebeldes destruyan el caminante. Después de la batalla, se ve y se escucha a Wedge deseándole a Luke un buen viaje.
Wedge aparece hacia el final de Return of the Jedi como líder del Escuadrón Rojo en la Batalla de Endor. Junto con Lando Calrissian, que pilota el Halcón Milenario con Nien Nunb, lidera el ataque de los cazas a la segunda Estrella de la Muerte. Su destreza en las peleas de perros se muestra nuevamente en esta batalla, ya que Wedge derriba personalmente a varios cazas TIE imperiales y parece navegar fácilmente por los estrechos y traicioneros espacios de vuelo dentro de la Estrella de la Muerte que conducen a su núcleo. Cuando él y Lando llegan al núcleo de la Estrella de la Muerte, Wedge destruye el regulador de energía en la torre norte del núcleo, mientras que Lando destruye el núcleo mismo. Más tarde aparece en la celebración de la victoria en la aldea Ewok de Endor. 
Wedge aparece, una vez más interpretado por Denis Lawson, en la entrega final de la trilogía secuela de Star Wars, The Rise of Skywalker. Se le ve manejando una torreta en el Halcón Milenario durante la batalla entre la Resistencia y los Sith Eternos, poco después de la muerte de su hijastro Snap. A Lawson se le había pedido previamente que apareciera como Wedge en The Force Awakens, en el papel narrativo para el que finalmente se creó el personaje de Poe Dameron, pero se negó debido a conflictos de programación.
Wedge no se ve en la pantalla en la película derivada Rogue One, pero su voz se escucha brevemente por el intercomunicador en la base Rebelde en Yavin 4. Fue omitido intencionalmente de la batalla culminante de la película para evitar un error de continuidad con la primera película de Star Wars, que transcurre inmediatamente después de Rogue One.

### Televisión
En la serie de televisión Star Wars Rebels, Wedge es interpretado por Nathan Kress. Apareció por primera vez en el episodio The Antilles Extraction, el cuarto de la tercera temporada. El episodio establece la historia de fondo del canon de Wedge como un piloto de combate Imperial TIE que, con la ayuda de Sabine Wren, desertó del Imperio y se unió a la Alianza Rebelde. Wedge apareció más tarde en el episodio "Double Agent Droid", el decimonoveno episodio de la tercera temporada, y nuevamente en ambas partes del final de la tercera temporada Zero Hour, los episodios vigésimo primero y vigésimo segundo, respectivamente. La última aparición de Wedge en Rebels fue en la primera parte de "In the Name of the Rebellion", el tercer episodio de la cuarta temporada.

### Novelas
Wedge aparece en la trilogía Star Wars: Aftermath de Chuck Wendig, que consta de las novelas Aftermath (2015), Life Debt (2016) y Empire's End (2017). En esta serie, Wedge establece una nueva unidad llamada Phantom Squadron, que entra en acción en los planetas Kashyyyk y Jakku. Después de la Batalla de Jakku, que pone fin a la Guerra Civil Galáctica, Wedge se traslada a Hosnian Prime, donde se desempeña como instructor de vuelo.
Wedge hace una breve aparición en la novela Star Wars: Lost Stars de Claudia Gray de 2015, en la que recluta a Thane Kyrell, uno de los protagonistas de la novela, para la Alianza Rebelde.
Wedge luego se muda al planeta Akiva donde se retira con Norra Wexley. Los dos aparecen en la novela de 2019 Star Wars: Resistance Reborn, donde se unen a una misión de la Resistencia para salvar a algunos presos políticos en Corellia. Es el padrastro del piloto de combate de la Resistencia Snap Wexley, interpretado en la trilogía secuela por Greg Grunberg.

### Legends
En abril de 2014, la mayoría de las novelas y cómics de Star Wars con licencia producidos desde la película original de 1977 Star Wars fueron rebautizados por Lucasfilm como Star Wars Legends y declarados no canónicos para la franquicia.
Wedge aparece en el cómic de Marvel Star Wars de 1983 "Hoth Stuff!", en el que se revela que desapareció durante la Batalla de Hoth. A bordo de su nave, Luke y Leia escuchan la cinta de registro que cuenta cómo sobrevivió a la invasión imperial escondiéndose con Janson en el AT-AT que Luke derribó. Se les impidió contactar a la Rebelión desde los cazas TIE en órbita y tuvieron que enfrentarse a wampas y otros peligros. Janson finalmente fue asesinado por carroñeros; Wedge luego robó una de sus naves para escapar del planeta y contactar a la Rebelión. De repente aparece fuera de una de las ventanas, después de trabajar en la nave desde el espacio. Leia también afirma que Wedge y Luke crecieron juntos en Tatooine, que Wedge parece confirmar en su registro al mencionar a una novia que tuvo allí.
La literatura de Star Wars Legends explica que los padres de Wedge murieron cuando explotó el depósito de reabastecimiento de combustible de su nave estelar. Pilotó un carguero antes de unirse a la Alianza Rebelde como piloto de caza estelar . 
Wedge es el personaje principal en la mayoría de las novelas de Star Wars: X-Wing de Michael A. Stackpole y Aaron Allston, ambientadas en el universo expandido de Star Wars. Varias series de Dark Horse Comics se centran en Wedge y Rogue Squadron, y el personaje también aparece en otras obras del universo expandido, incluidas las novelas The New Jedi Order y Legacy of the Force. Wedge es uno de los dos personajes principales de la serie de videojuegos Rogue Squadron (Luke Skywalker es el otro), y Wedge aparece como un personaje secundario en Star Wars Jedi Knight: Jedi Academy., ayudando al jugador durante una misión. También es un personaje jugable en Lego Star Wars III: The Clone Wars.

## En la cultura popular
- IGN nombró a Antilles como el personaje número 24 de Star Wars más grande de todos los tiempos, afirmando que "Wedge Antilles puede ser el personaje auxiliar más importante en el universo de Star Wars". [12]
- Antilles fue interpretado por tres actores de doblaje en la serie de radio Star Wars de National Public Radio: Meshach Taylor en A New Hope, Don Scardino en The Empire Strikes Back y Jon Matthews en Return of the Jedi.